# Interim-manager
Een interim-manager is een tijdelijke manager (leidinggevende). Dergelijke personen worden voor een bepaalde tijd aangetrokken om de leiding van een afdeling of een organisatie op zich te nemen. Vaak gaat het om externe personen, dat wil zeggen functionarissen van buiten de eigen organisatie.

## Overwegingen
Redenen om interim-managers aan te trekken kunnen divers zijn.
Vervanging van een huidige of vorige manager omdat
- na het vertrek van de vaste manager er nog geen geschikte opvolger is gevonden
- de huidige manager langdurig ziek is
- de huidige manager op zwangerschapsverlof is
- de huidige manager vanwege onenigheid op non-actief is gesteld

Reorganisatie of herstel omdat
- er een grote verandering in het bedrijf gaat plaatsvinden
- er door de vorige manager een wanbeleid is gevoerd
- dit vereist wordt door externe instanties (zoals belastingdienst)

## Varianten

### Speciale Projecten
|  | Voor projecten die parallel lopen aan de rest van de gang van zaken van de opdrachtgever. Geen ingrijpende gevolgen voor het bedrijf. |

### Piekperiode
|  | Extra hulp in een periode waarin meer moet worden gedaan dan normaal. Bijvoorbeeld bij het opleveren van de jaarlijkse begroting. |

### Overbruggingsperiode
|  | Voor als er een gat ontstaat in het management. Dit is tijdelijk tot er bijvoorbeeld een vaste werknemer voor een vacature is gevonden of als de betreffende leidinggevende tijdelijk afwezig is. |

## Voordelen
Interim-managers hebben als voordeel dat ze minder verbonden zijn met (de geschiedenis van) de afdeling of bedrijf en daarom makkelijker moeilijke beslissingen kunnen nemen. Verder hebben zij een uitgebreide ervaring binnen een specifiek werkgebied en een passende opleiding om dergelijke projecten aan te kunnen.

## Nadelen
Een nadeel is dat ze (in het begin) minder op de hoogte zijn van de specifieke details van de afdeling en bepaalde zaken die in het verleden zijn voorgevallen niet kennen. Ook kunnen interim-managers te veel aandacht hebben voor de korte(re)-termijnbelangen (operationeel/tactisch) ten opzichte van de lange-termijnbelangen (strategisch). Een veel gehoord nadeel van interim-managers is ook dat ze meer kosten per uur dan reguliere vaste managers. 

## Expertisegebieden
Interim-managers kunnen ingezet worden op velerlei vakgebieden zoals algemeen beleid, financieel, inkoop, verkoop, marketing, personeelszaken, juridisch, facilitair, etc.

## Werving en selectie
Tegenwoordig hebben diverse bedrijven zich gespecialiseerd in het leveren van interim-managers. De meeste interim-managers zijn zelfstandigen met een eigen bedrijf dat de enige werknemer (de interim-manager zelf) op opdracht stuurt aan externe opdrachtgevers.